# 甚目寺北インターチェンジ
甚目寺北インターチェンジ（じもくじきたインターチェンジ）は、愛知県あま市にある名古屋第二環状自動車道のインターチェンジである。

## 概要
名古屋西JCT方面への入口と同方面からの出口のみを持つハーフインターチェンジである。このICから名古屋IC・名古屋南JCT方面へ行くことはできず、同方面からの本線流出もできないことから、流出入にあたっては隣りの清洲西ICを利用する。

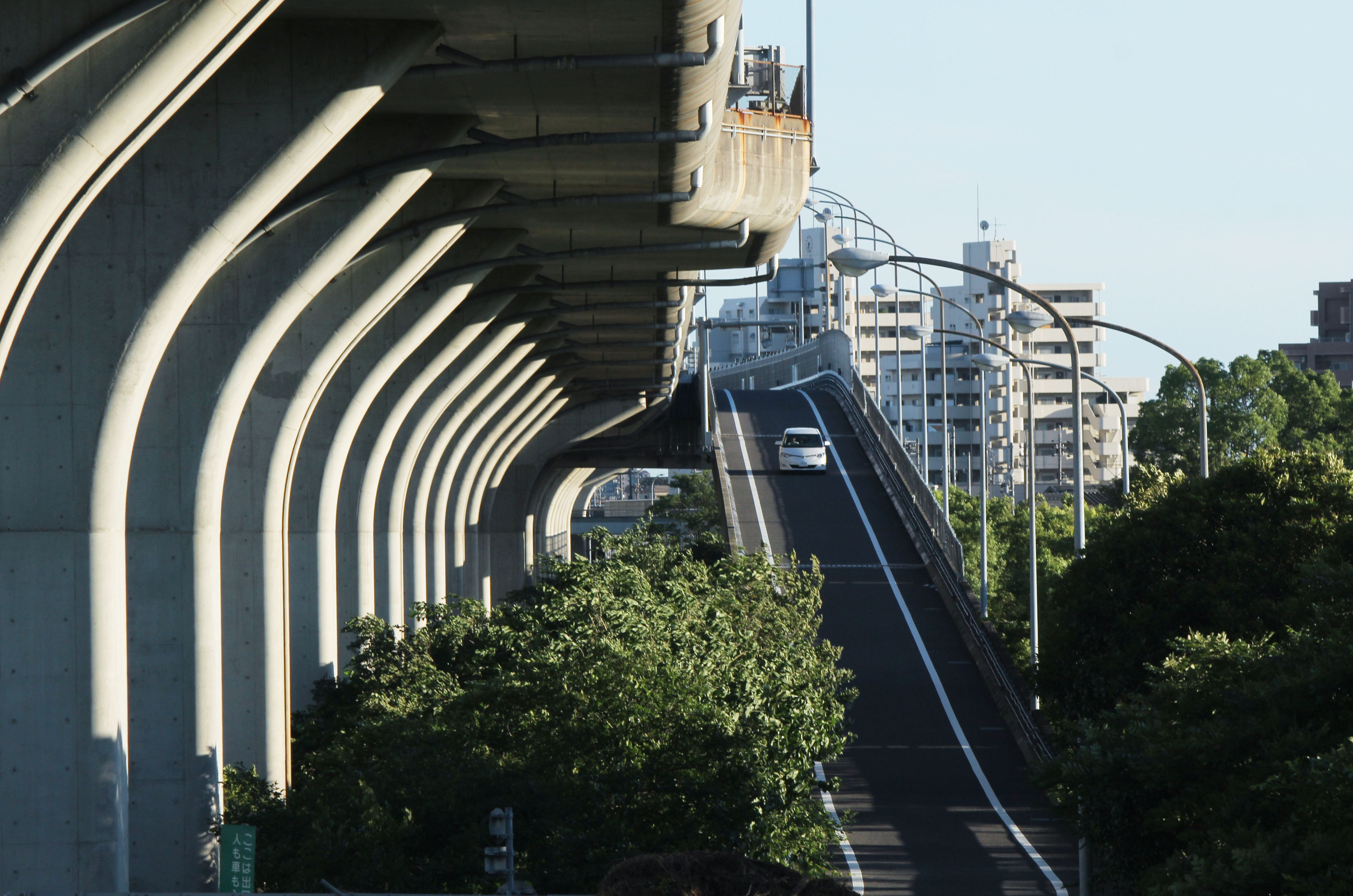
外回り（楠JCT方面）出口
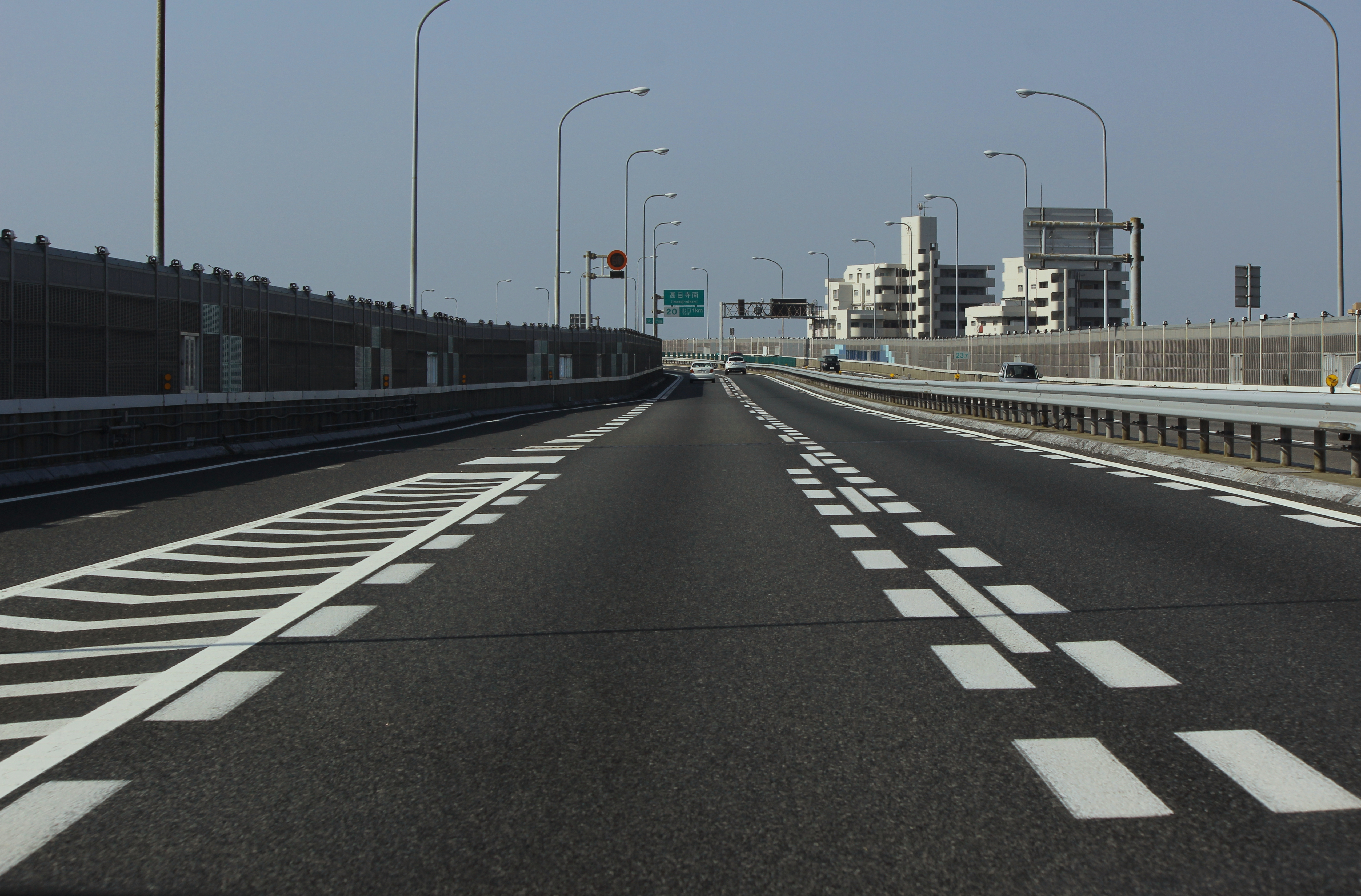
内回り本線流入部

## 歴史
- 1988年（昭和63年）3月23日 : 東名阪自動車道名古屋西IC - 清洲東IC間開通と同時に当ICを開設[4]
- 2011年（平成23年）3月20日 : 所属路線名称を名古屋第二環状自動車道（名二環）に変更[5]

## 周辺
- 真言宗智山派鳳凰山甚目寺（尾張四観音の内の1つ、通称「甚目寺観音」）
- 愛知県立五条高等学校
- 名鉄津島線 甚目寺駅
- あま市民病院

## 接続する道路
- 直接接続
  - 国道302号[6]
- 間接接続
  - 愛知県道128号給父清須線[6]

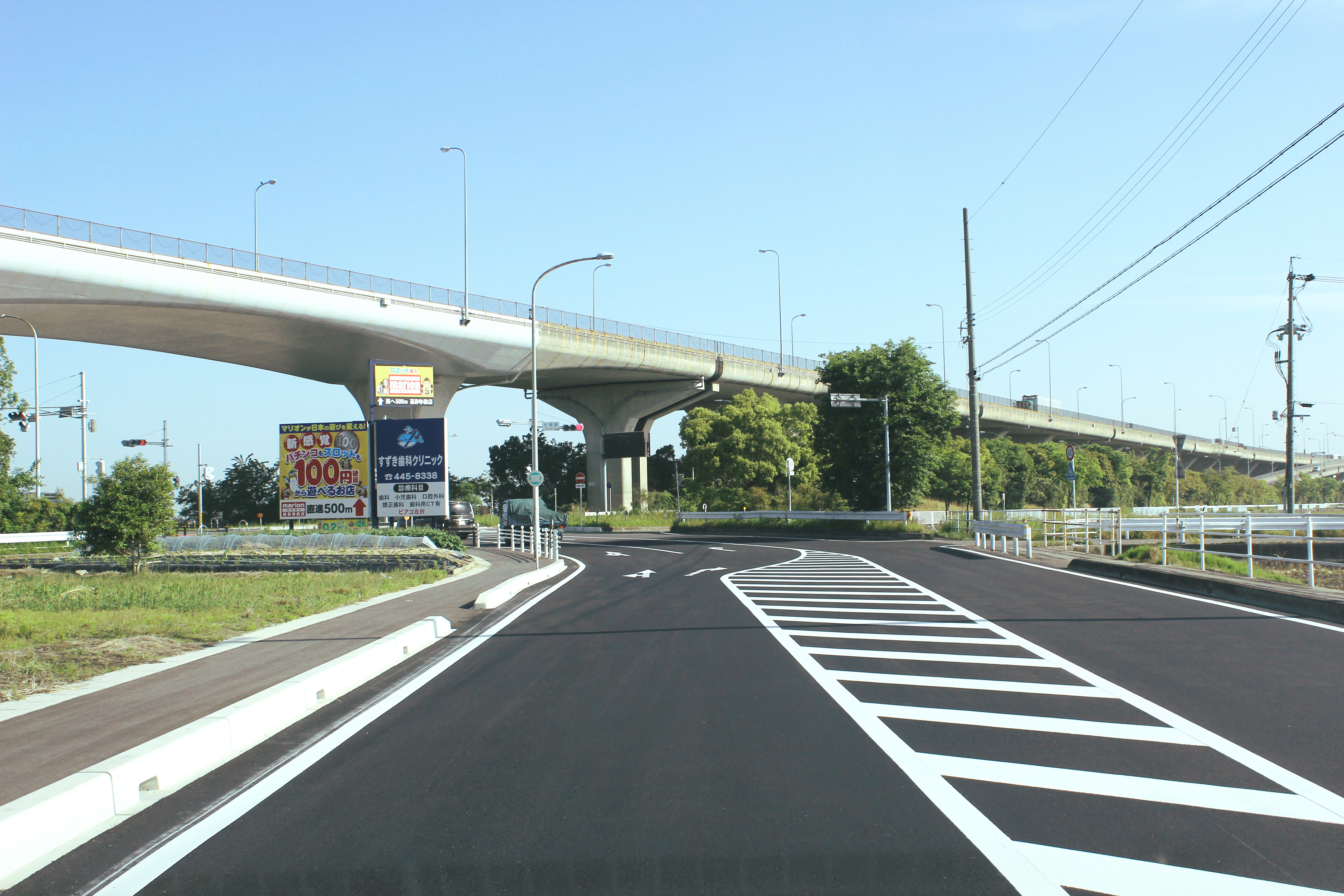
国道302号を介して愛知県道128号と接続

## 料金所
レーン運用は、時間帯やメンテナンスなどの事情により変更される場合がある。

### 入口
- レーン数 : 2[7]
  - ETC専用 : 1
  - 一般 : 1

## 隣
C2 名古屋第二環状自動車道
(18)清洲西IC - (19)甚目寺北IC - (20)甚目寺南IC